# SC Greven 09
SC Greven 09 is een Duitse sportvereniging uit Greven, Noordrijn-Westfalen. De club is naast voetbal ook actief in kungfu en handbal. Vooral de dameshandbalafdeling is bekend, zij werden al Duits vicekampioen en speelden een aantal seizoenen in de hoogste klasse.

## Bekende (oud-)spelers
- Christian Pander